# Пашин, Владимир Николаевич
Владимир Николаевич Пашин — советский хозяйственный, государственный и политический деятель.

## Биография
Родился в 1929 году в Астрахани. Член КПСС.
Образование высшее (окончил Астраханский технологический институт рыбной промышленности и хозяйства, ВПШ при ЦК КПСС)
- В 1952—1961 гг. — мастер по монтажу холодильных установок судоверфи им. С. М. Кирова в Астрахани, инструктор, заместитель заведующего отделом Астраханского горкома КПСС, 2-й секретарь Кировского райкома КПСС города Астрахани[1].
- В 1961—1967 гг. — 1-й секретарь Североморского горкома КПСС[1].
- В 1967—1973 гг. — заведующий отделом легкой промышленности, заведующий отделом рыбной промышленности Мурманского обкома КПСС[1]
- В 1973—1978 гг. — 1-й секретарь Мурманского горкома КПСС[1].
- В 1978—1983 гг. — секретарь Мурманского обкома КПСС[1].
- В 1983—1989 гг. — заместитель начальника объединения «Севрыба», представитель Министерства рыбного хозяйства СССР в Польше[1].

C 1989 гг. — персональный пенсионер.
Делегат XXV съезда КПСС. 
Жил в Москве.